# Nicolás Canales
Nicolás Sebastián Canales Calas (Santiago del Cile, 27 giugno 1985) è un ex calciatore cileno con passaporto spagnolo, di ruolo attaccante.

## Carriera
Nella stagione 2012-2013 fu capocannoniere del campionato azero con 26 reti.

## Statistiche

### Presenze e reti nei club
Statistiche aggiornate al 27 novembre 2019.
| Stagione           | Squadra                | Campionato         | Campionato | Campionato | Coppe nazionali | Coppe nazionali | Coppe nazionali | Coppe continentali | Coppe continentali | Coppe continentali | Altre coppe | Altre coppe | Altre coppe | Totale | Totale |
| Stagione           | Squadra                | Comp               | Pres       | Reti       | Comp            | Pres            | Reti            | Comp               | Pres               | Reti               | Comp        | Pres        | Reti        | Pres   | Reti   |
| ------------------ | ---------------------- | ------------------ | ---------- | ---------- | --------------- | --------------- | --------------- | ------------------ | ------------------ | ------------------ | ----------- | ----------- | ----------- | ------ | ------ |
| 2006-2007          | Gondomar               | SL                 | 26         | 8          | CP+CdL          | 0+0             | 0+0             | -                  | -                  | -                  | -           | -           | -           | 26     | 8      |
| ago.-dic. 2007     | CFR Cluj               | Liga I             | 1          | 0          | CR              | 0               | 0               | CU                 | 0                  | 0                  | -           | -           | -           | 1      | 0      |
| 2008               | Unión Española         | PD                 | 18         | 3          | CC              | ??              | ??              | -                  | -                  | -                  | -           | -           | -           | 18     | 3      |
| 2009               | Cobresal               | PD                 | 23         | 13         | CC              | ??              | ??              | -                  | -                  | -                  | -           | -           | -           | 23     | 13     |
| 2010               | Palestino              | PD                 | 29         | 13         | CC              | 2               | 0               | -                  | -                  | -                  | -           | -           | -           | 31     | 13     |
| 2011               | Palestino              | PD                 | 28+2       | 17         | CC              | 0               | 0               | -                  | -                  | -                  | -           | -           | -           | 30     | 17     |
| gen.-mag. 2012     | Palestino              | PD                 | 15         | 5          | -               | -               | -               | -                  | -                  | -                  | -           | -           | -           | 15     | 5      |
| Totale Palestino   | Totale Palestino       | Totale Palestino   | 72+2       | 35         |                 | 2               | 0               |                    | -                  | -                  |             | -           | -           | 76     | 35     |
| 2012-2013          | Neftci Baku            | PL                 | 31         | 26         | CA              | 5               | 1               | UCL+UEL            | 4+8                | 1+2                | -           | -           | -           | 48     | 30     |
| ago.-dic. 2013     | Colo-Colo              | PD                 | 7          | 3          | CC              | 1               | 0               | -                  | -                  | -                  | -           | -           | -           | 8      | 3      |
| gen.-apr. 2014     | Santiago Wanderers     | PD                 | 10         | 2          | CC              | 0               | 0               | -                  | -                  | -                  | -           | -           | -           | 10     | 2      |
| 2014-2015          | Neftci Baku            | PL                 | 28         | 11         | CA              | 5               | 3               | UEL                | 2                  | 0                  | -           | -           | -           | 35     | 14     |
| ott.-dic. 2015     | Kryl'ja Sovetov Samara | PL                 | 0          | 0          | KR              | 0               | 0               | -                  | -                  | -                  | -           | -           | -           | 0      | 0      |
| feb.-mag. 2016     | Neftci Baku            | PL                 | 7          | 1          | CA              | 2               | 0               | -                  | -                  | -                  | -           | -           | -           | 9      | 1      |
| Totale Neftci Baku | Totale Neftci Baku     | Totale Neftci Baku | 66         | 38         |                 | 12              | 4               |                    | 14                 | 3                  |             | -           | -           | 92     | 45     |
| lug.-ott. 2016     | Oqjetpes               | QPL                | 11         | 2          | -               | -               | -               | -                  | -                  | -                  | -           | -           | -           | 11     | 2      |
| 2017               | Deportes Temuco        | PD                 | 17         | 1          | CC              | 2               | 0               | -                  | -                  | -                  | -           | -           | -           | 19     | 1      |
| 2018               | Rangers de Talca       | PB                 | 11         | 2          | -               | -               | -               | -                  | -                  | -                  | -           | -           | -           | 11     | 2      |
| Totale carriera    | Totale carriera        | Totale carriera    | 261        | 107        |                 | 17+             | 4+              |                    | 14                 | 3                  |             | -           | -           | 292+   | 114+   |

## Palmarès

### Club
- Campionato cileno: 1

Universidad de Chile: Apertura 2004
- Campionato azero: 1

Neftçi Baku: 2012-2013
- Coppa dell'Azerbaigian: 1

Neftçi Baku: 2012-2013

### Individuale
- Capocannoniere della Premyer Liqası: 1

2012-2013 (26 gol)